# Prieľačina
Prieľačina este o arie protejată (arie specială de conservare — SAC, sit de importanță comunitară — SCI) din Slovacia întinsă pe o suprafață de 36,66 ha, integral pe uscat.

## Localizare
Centrul sitului Prieľačina este situat la coordonatele 48°42′22″N 17°59′26″E / 48.706111°N 17.990556°E.

## Înființare
Situl Prieľačina a fost declarat sit de importanță comunitară în octombrie 2011 pentru a proteja 24 de specii de animale. Situl a fost protejat și ca arie specială de conservare în august 2011.

## Biodiversitate
Situată în ecoregiunea alpină, aria protejată conține 2 habitate naturale: Păduri pe pante, grohotișuri și ravene de Tilio-Acerion, Păduri de fag Asperulo-Fagetum.
La baza desemnării sitului se află mai multe specii protejate:
- păsări (23): acvilă de câmp (Aquila heliaca), cocoșul de mesteacăn (Bonasa bonasia), șorecarul comun (Buteo buteo), porumbel de scorbură (Columba oenas), porumbel gulerat (Columba palumbus), corb (Corvus corax), ciocănitoare cu spate alb (Dendrocopos leucotos), ciocănitoare neagră (Dryocopus martius), măcăleandru (Erithacus rubecula), cinteză (Fringilla coelebs), pițigoi de brădet (Parus ater), Parus caeruleus, pițigoi mare (Parus major), codroșul de pădure (Phoenicurus phoenicurus), pitulice de munte (Phylloscopus collybita), pitulice sfârâitoare (Phylloscopus sibilatrix), ciocănitoarea verde (Picus viridis), mugurarul (Pyrrhula pyrrhula), aușel cu cap galben (Regulus regulus), sitar de pădure (Scolopax rusticola), huhurez mic (Strix aluco), silvie cu cap negru (Sylvia atricapilla), sturz-cântător (Turdus philomelos)
- nevertebrate (1): Rosalia alpina

Pe lângă speciile protejate, pe teritoriul sitului au mai fost identificate 1 specie de plante, 2 specii de nevertebrate.